# Сен-Жермен-Ланго
Сен-Жерме́н-Ланго́ (фр. Saint-Germain-Langot) — коммуна во Франции, находится в регионе Нижняя Нормандия. Департамент коммуны — Кальвадос. Входит в состав кантона Фалез-Север. Округ коммуны — Кан.
Код INSEE коммуны — 14588.

## Население
Население коммуны на 2010 год составляло 311 человек.
| 1962 | 1968 | 1975 | 1982 | 1990 | 1999 | 2010 |
| ---- | ---- | ---- | ---- | ---- | ---- | ---- |
| 278  | 268  | 232  | 243  | 246  | 271  | 311  |

## Экономика
В 2010 году среди 194 человек трудоспособного возраста (15—64 лет) 144 были экономически активными, 50 — неактивными (показатель активности — 74,2 %, в 1999 году было 61,4 %). Из 144 активных жителей работали 130 человек (71 мужчина и 59 женщин), безработных было 14 (9 мужчин и 5 женщин). Среди 50 неактивных 8 человек были учениками или студентами, 26 — пенсионерами, 16 были неактивными по другим причинам.